# Ząbki Wąskotorowe
Ząbki Wąskotorowe – zlikwidowana wąskotorowa stacja kolejowa w mieście Ząbki, w województwie mazowieckim, w Polsce.